# Arturo Rodas
Arturo Rodas Dávila (* 3. März 1951 oder 3. März 1954 in Quito) ist ein ecuadorianischer Komponist.

## Leben
Seine musikalischen Ausbildungen erfolgten am Konservatorium von Quito bei Gerardo Guevara und der École Normale de Musique de Paris bei Ginette Keller und Yoshihisa Taïra. Gleichzeitig studierte er mit Mesías Maiguashca am CERM in Metz, am IRCAM in Paris und mit Luciano Berio am Centre Acanthes in Aix-en-Provence (Sommer 1983). Er hatte ein Stipendium des französischen Staates und der UNESCO.
Er unterrichtete u. a. Komposition und Elektroakustik an der Universidad de Cuenca, Komposition am Conservatorio Nacional de Música de Quito. Gleichzeitig war er Musikkritiker und für drei Jahre (1986–89) war er Herausgeber des Magazins Opus (Banco Central del Ecuador). In Ecuador wurde er einer der drei "bedeutenden Komponisten den zukünftigen Generationen". Er hat in Quito, Paris, Rom, Panama, Cuenca und London gelebt.

## Werke
- Entropía für Orchester
- Andino III für Flöte
- Arcaica Konzert für Schlaginstrumente und Orchester
- Mordente für vier Klarinetten
- Clímax für Orchester
- Espacios Invertidos für Schlaginstrumente
- Ramificaciones Temporales für Klarinette
- Güilli Gu für Orchester
- Fibris für Orchester
- ¡ Oh ... ! für Trompete
- Melodías de Cámara für Kammerorchester
- ¡ Oh ... ! für Klavier
- Obstinado für Cello
- Obsesiva für Orchester und Elektronische Musik
- Introitus für Orchester und Chor
- Kyrie für Orchester und Chor
- La für Orchester und Chor
- A, B, C, D für Streichquartett
- Había una vez für Kammerorchester und Chor
- Andante für Saxofon, Klavier und Schlaginstrumente
- Obstinado II für Cello
- Andino IV für Flöte
- Espacios Invertidos II für Schlaginstrumente
- Mordente II für vier Klarinetten
- Lieder für Schlaginstrumente
- Full Moon Business für Kammerorchester
- 24.5 Preludios für Klavier
- Bailecito Elektronische Musik
- Fermez les yeux svp Elektronische Musik
- El llanto del disco duro Elektronische Musik
- Buñuelos für Trompete
- Mandolínico für Mandoline
- Laúdico für Laute
- Laúdico für Gitarre
- Mandolínico für Gitarre
- Ta-i-a-o-a für Sopranistin
- El árbol de los pájaros Oper für die Stimme der Musikinstrumente des Orchesters und Elektronische Musik
- Il était une fois für Chor
- sol-fa-mi-re-e-do-o-la für Chor
- Pan Comido für Klavier und Elektronische Musik
- Fermez les yeux svp Elektronische Musik und Film
- Life Class 2005 Elektronische Musik und Film
- Organillo für Orgel
- The Walk für Soprano, Elektronische Musik und Film
- Reflejos en la Noche für Klavier
- Anónimo für Flöte, englisches Horn, Klarinette und Fagott / (Cello)
- Papeleo sin fin für Kontratenor
- Ricercare für drei Schlagzeugern
- Fuga Atonal I für Oboe d'Amore und Klavier
- Fuga Atonal I für Oboe und Klavier
- Fuga Atonal II für Streichquartett

## Medien
- Musik von Arturo Rodas Reverbnation
- Virtualscore Paris